# ابوکو
ابوکو (به لاتین: Abuko) در گامبیا است که در western division (the gambia) واقع شده‌است.

## خصوصیات
ابوکو ۸٬۶۰۲ نفر جمعیت دارد.